# Kotomierz (stacja kolejowa)
Kotomierz – stacja kolejowa położona w województwie kujawsko-pomorskim, w powiecie bydgoskim, w gminie Dobrcz. Według klasyfikacji PKP ma kategorię dworca lokalnego. Na stacji zatrzymują się pociągi Polregio.

## Ruch pasażerski
| Rok  | Wymiana pasażerska na dobę |
| ---- | -------------------------- |
| 2017 | 150-199                    |
| 2022 | 300-499                    |

W czasie II wojny światowej, 10 listopada 1943, na stacji kolejowej w Kotomierzu nieznany polski oddział partyzancki doprowadził do zderzenia niemieckiego pociągu towarowego z transportem wojskowym, który w wyniku katastrofy zapalił się. Wskutek zderzenia ruch kolejowy został wstrzymany na 24 godziny.
22 grudnia 1968 na stacji doszło do wypadku kolejowego: na stojące wagony pociągu towarowego najechał ekspres Gdynia - Poznań, w wyniku czego zginęły dwie osoby, a około dwudziestu odniosło obrażenia.

## Połączenia
W rozkładzie 2020/2021 Kotomierz posiadał następujące połączeniał:
- Brodnica
- Bydgoszcz Główna
- Gdynia Główna
- Grudziądz
- Laskowice Pomorskie
- Tczew.